# Жуково (Дмитровський міський округ)
Жу́ково (рос. Жуково) — присілок у складі Дмитровського міського округу Московської області, Росія.

## Населення
Населення — 19 осіб (2010; 11 у 2002).
Національний склад (станом на 2002 рік):
- росіяни — 100 %